# Brezová pod Bradlom
Brezová pod Bradlom är en stad i distriktet Myjava i regionen Trenčín i västra Slovakien.

## Geografi
Staden ligger på en altitud av 265 meter och täcker en area på 41,08 km². Den har 4 871 invånare (2017).